# Wear OS
Wear OS (també conegut simplement com Wear i anteriorment Android Wear) és el sistema operatiu per Dispositius Corporals (Wearables) basat en Android que Google va presentar a la societat el 18 de març de 2014 (en el Google I/O). El sistema en si, està pensat per ser utilitzat en rellotges intel·ligents, polseres intel·ligents (WristBand), anells intel·ligents (SmartRings), i qualsevol altre dispositiu Wearable pugui anar sorgint en aquesta nova era de la Internet de les Coses.

## Història
El 18 de març de 2014, Google va anunciar Android Wear amb la publicació d'una Preview Developer (Un SDK per a desenvolupadors) que es comunica amb Android per establir una connexió sincronitzada entra les apps del mateix mòbil i qualsevol dispositiu que vulgui fer ús d'Android Wear. Integra Google Now com a funcionalitat principal i va ser presentat al costat dels tres primers rellotges intel·ligents que posseiran suport per a aquest nou sistema operatiu: el Motorola 360, el Samsung Galaxy Gear Live i el LG G Watch. Altres empreses com HTC, Sony o ASUS també han tret al mercat dispositius que integren Android Wear.

### Personalització
Quan el sistema va ser anunciat es va indicar que els fabricants no tindrien opció a incorporar la seva pròpia capa de personalització, però Google va fer marxa enrere i permetrà la personalització tant per part de fabricants com pels desenvolupadors, això amb la intenció del llançament d'Android L.

## Dispositius anunciats
- Motorola Moto 360[3]
- LG G Watch[4]
- Samsung Galaxy Gear Live
- LG G Watch R[5]
- ASUS ZenWatch[6]
- Sony SmartWatch 3[7]

## Llista de Partners
- ASUS
- Broadcom
- FOSSIL
- HTC
- Intel
- LG
- MediaTek
- Imagination Technologies (MIPS)
- Motorola
- Qualcomm
- Samsung